# Midhat Frashëri
Midhat Frashëri Lumo Skendo (1872-1963) fou un escriptor i polític albanès.
Era fill d'Abdyl Frashëri i nebot de Naim Frashëri, durant la Segona Guerra Mundial s'oposà a l'ocupació albanesa pels italians, i el 1943 va constituir amb Ali Klissura el Balli Kombëtar (Front Nacional), que s'enfrontà als feixistes i als comunistes. El 1945 hagué d'exiliar-se a Roma i constituí un dels principals referents nacionalistes a l'exili, enfrontat a Fan Noli i a Zogú I. El 1947 proposà als EUA infiltrar comandos per a lluitar contra els comunistes, i el 1949 s'instal·là als EUA. Com a escriptor utilitzà el pseudònim Lumo Skendo i escriví Hidhe Shpuzi (Cendres i brases, 1915).